# Stadio Carlo Castellani
Stadionul Carlo Castellani este un stadion multifuncțional din Empoli, Italia, dar care este folosit în principiu pentru fotbal. Pe acest stadion joacă echipa de fotbal Empoli FC. Acest stadion are o capacitate de 16.800 locuri. A fost construit în 1923.
Stadionul este situat în cartierul sportiv al orașului, pe viale delle Olimpiadi.
Inaugurat pe 12 septembrie 1965, terenul a fost dedicat lui Carlo Castellani, fost jucător de fotbal născut în apropiere de Montelupo Fiorentino, care a murit prematur după ce a fost deportat în lagărul de concentrare de la Mauthausen. Acesta încă deține recordul celor mai multe goluri marcate pentru Empoli până în acest moment.

Este format din două tribune și două peluze cu o capacitate totală de 19.795 de spectatori. Peluza Sud a fost recent renovată, structura mai veche fiind înlocuită. Renovările au fost finanțate de orașul Empoli și de Banca di Cambiano. Stadionul este, de asemenea, echipat cu o pistă de atletism pentru sărituri în lungime și o pistă de alergare.